# Mastotermitidae
Famille
Les Mastotermitidae sont une famille de Blattoptères.

## Classification
La famille des Mastotermitidae a été créée en 1904 par l'entomologiste belge Jules Desneux (1885-1962).

## Présentation
Les Mastotermitidae sont une famille de termites représentée par une seule espèce vivante, Mastotermes darwiniensis, que l'on ne trouve que dans le nord de l'Australie. Les genres restants de cette famille ne sont connus que par les archives fossiles.

## Fossiles
Les fossiles de la famille des Mastotermitidae sont connus depuis le Crétacé inférieur ou Hauterivien.

## Liste des genres
De nombreux taxons fossiles ont été décrits chez les Mastotermitidae, ainsi que dans le genre Mastotermes. La famille semble avoir eu une distribution mondiale jusqu'à il y a quelques millions d'années, lorsque tous, sauf les ancêtres du termite nordique géant, se sont éteints pour des raisons inconnues.
Les genres inclus dans les Mastotermitidae sont :
- †Anisotermes Zhao et al. - ambre de Birmanie, Birmanie, Cénomanien
- †Blattotermes Riek, 1952 - Éocène-Oligocène de France, États-Unis et Australie
- †Garmitermes Krishna (d), Grimaldi & Engel, 2007 - ambre de la Baltique, Éocène
- †Idanotermes Engel, 2008 - ambre de la Baltique, Éocène
- †Khanitermes Engel, Grimaldi & Krishna, 2007 - formations de Shar-Tolgoy et de Dzun-Bain, Mongolie, Aptien
- Mastotermes Froggatt, 1897 - Crétacé récent d'Europe, d'Amérique centrale et d'Australie
- †Miotermes Rosen, 1913 - Miocène de Croatie, Allemagne et France
- †Spargotermes Emerson, 1965 - Miocène-Pliocène du Brésil
- †Valditermes Jarzembowski, 1981 - formation de Weald Clay (d), Royaume-Uni, Hauterivien